# Spongiaxius novaezealandiae
Spongiaxius novaezealandiae is een tienpotigensoort uit de familie van de Axiidae. De wetenschappelijke naam van de soort is voor het eerst geldig gepubliceerd in 1916 door Borradaile.